# Lecionário 65
O Lecionário 65 (designado pela sigla ℓ 65 na classificação de Gregory-Aland) é um antigo manuscrito do Novo Testamento, paleograficamente datado do Século IX d.C.[a]
Este codex contém lições dos evangelhos de Mateus, Marcos, Lucas e João (conhecido como Evangelistarium), o manuscrito é palimpsesto e segue a ordem da Igreja Bizantina.[a]. Foi escrito em grego, e actualmente se encontra na Biblioteca Nacional da França.